# Bérenger Saunière
François Bérenger Saunière (ur. 11 kwietnia 1852 w Montazels, zm. 22 stycznia 1917 w Rennes-le-Château) – katolicki duchowny i proboszcz francuskiej parafii Rennes-le-Château w latach 1885-1909.
Saunière stał się główną postacią licznych konspiracyjnych teorii dotyczących Rennes-le-Château, po tym jak nieoczekiwanie z biednego wiejskiego księdza stał się bogaczem. Powstało na ten temat też kilka filmów i książek, z których najgłośniejszą była Święta Krew, Święty Gral autorstwa Michaela Baigenta, Richarda Leigha i Henry’ego Lincolna. Także Dan Brown w swojej bestsellerowej powieści Kod Leonarda da Vinci zawarł odniesienia do księdza i teorii z nim związanych nadając jednemu ze swoich  bohaterów imię Jacques Sauniere.

## Młodość
François Bérenger Saunière urodził się 11 kwietnia 1852 roku w Montazels, we francuskim departamencie Aude. Był najstarszym z siedmiorga dzieci Marguerity Hugues i Josepha Sauniere’a. Miał trzech braci (Alfreda, Martiala, Josepha) i trzy siostry (Mathilde, Adeline i Marie-Louise). Jego ojciec był burmistrzem Montazels, zarządcą lokalnego młyna oraz zamku markiza de Cazermajou. Gdy Saunière skończył szkołę w Limoux, wstąpił w 1874 roku do seminarium duchownego w Carcassonne, gdzie pięć lat później został wyświęcony na księdza.

## Kapłaństwo

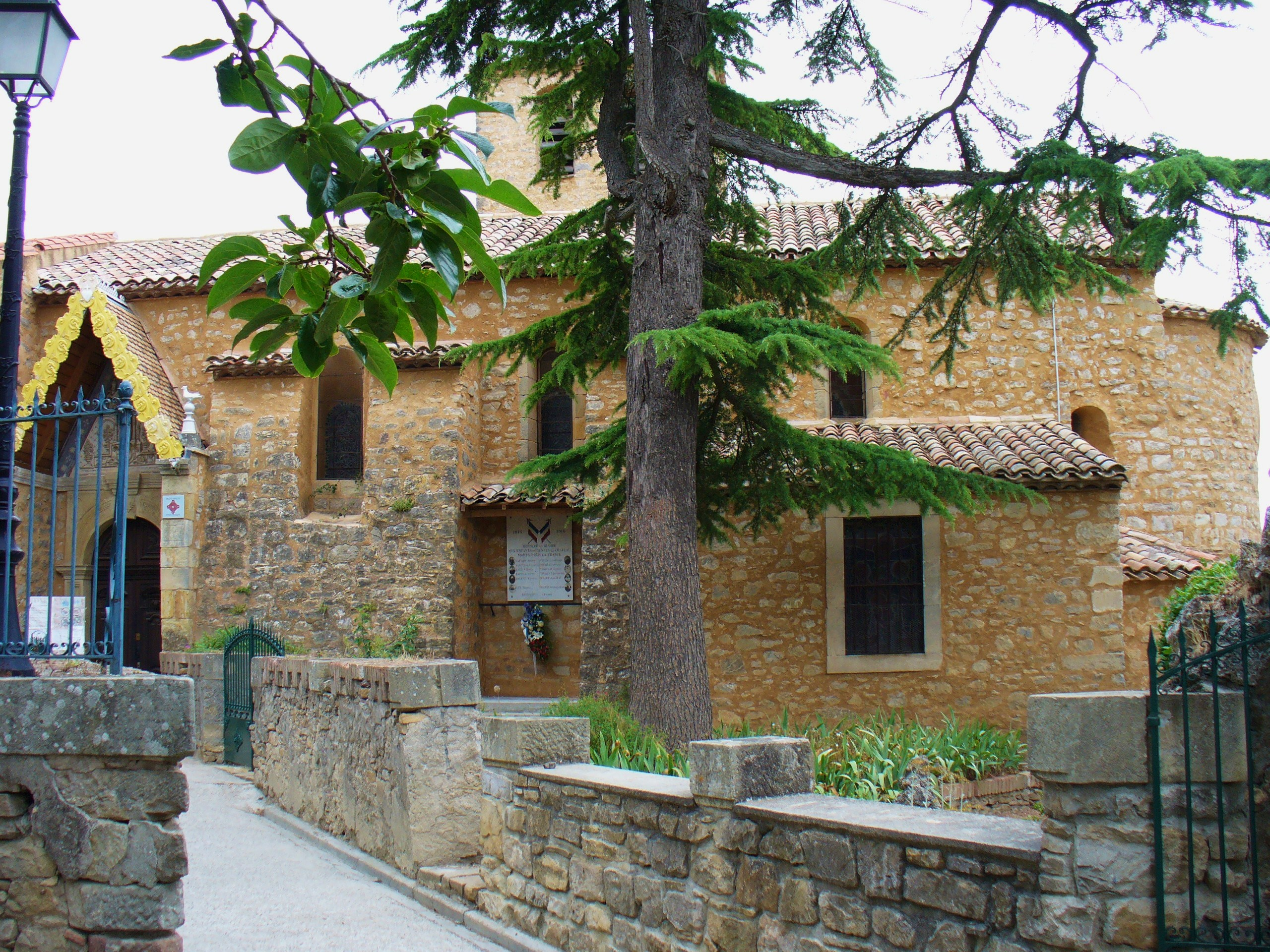
Kościół Św. Marii Magdaleny

Od 16 lipca 1879 do 1882 r. był wikarym w Alet. Następnie od czerwca 1882 do 1885 przebywał w małej wiosce Clat. Był również nauczycielem w seminarium w Narbonne, ale z powodu niezdyscyplinowania został 1 czerwca 1885 r. przeniesiony do niewielkiej miejscowości Rennes-le-Château.
Tam w październiku 1885 roku został zawieszony z powodu głoszenia antyrepublikańskich kazań podczas wyborów. W tym czasie, od 1 grudnia 1885 do lipca 1886 roku, ponownie nauczał w seminarium w Narbonne. Ponieważ jednak mieszkańcy Rennes-le-Château domagali się jego powrotu, prefekt Aude postanowił przywrócić go z powrotem do służby. Jako że nie miał on zbyt wielu obowiązków w swojej parafii, gdyż liczyła ona niespełna 300 osób, to latach 1890-1891 odprawiał niedzielne msze także w miejscowości Antugnac. W 1890 roku do Rennes-le-Château przeniosła się wraz z rodziną jego gosposia Marie Dénarnaud. Choć pojawiły się pogłoski o łączących ich dwuznacznych relacjach, to nie znalazły one żadnego potwierdzenia.
21 czerwca 1891 roku z okazji pierwszej komunii świętej 24 dzieci i zakończenia misji diecezjalnego misjonarza ojca Ferrafiata, nastąpiło poświęcenie i ustawienie figury Matki Bożej z Lourdes. Za cokół posłużył „wizygocki filar”, na którym wyryto inskrypcję z datą oraz słowa „skrucha”. Pojawiły się jednak wątpliwości co do jego autentyczności. Sauniere twierdził, że pierwotnie był on jednym z dwóch filarów podpierających kościelny ołtarz. Jednakże prawdziwy wizygocki filar, bardzo podobny do tego ustawionego przez księdza, znajduje się w muzeum w Narbonne. W 1993 roku kolumna na której stała figura Matki Bożej z Lourdes, z powodu postępujących uszkodzeń została przeniesiona do muzeum Saunière’a, a w jej miejsce postawiono replikę z żywicy.

### Renowacja kościoła

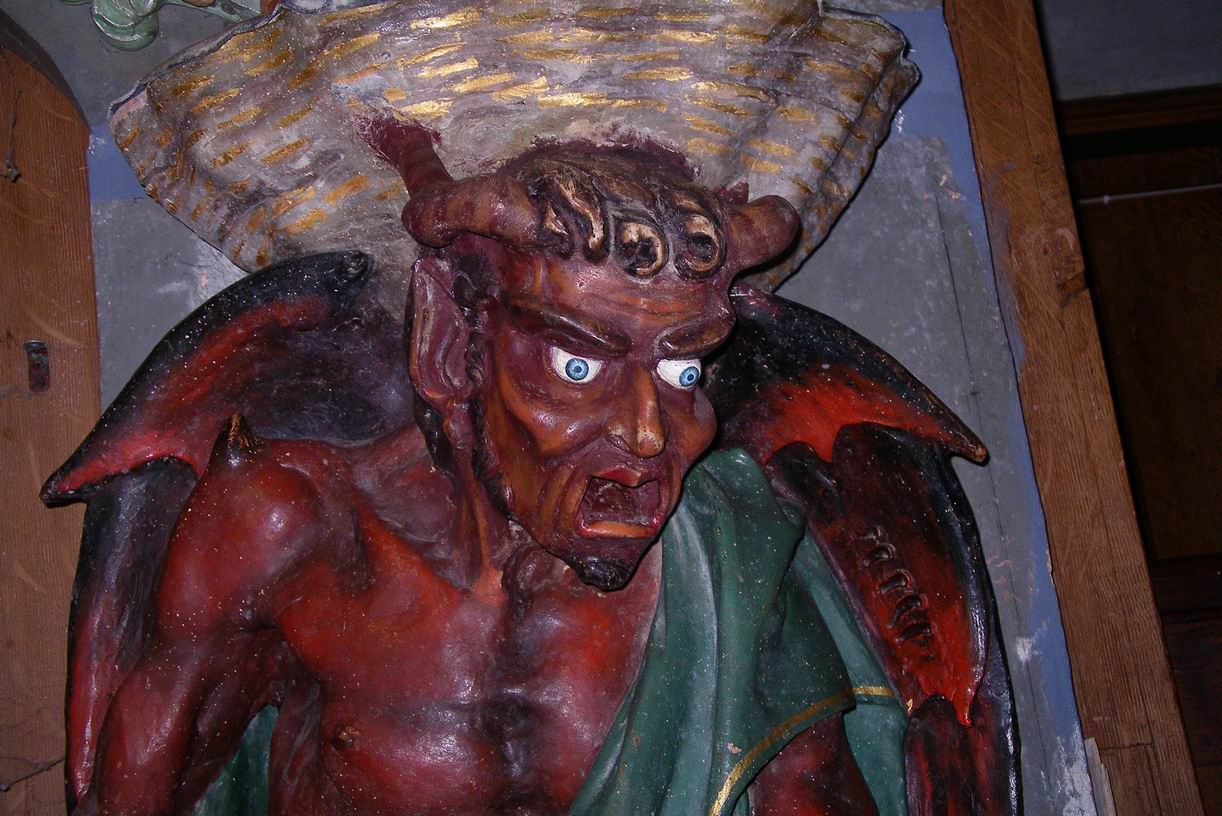
Posąg diabła podtrzymującego aspersorium

Kiedy Saunière przybył do Rennes-le-Château miejscowy kościółek pod wezwaniem Św. Marii Magdaleny był w fatalnym stanie i wymagał natychmiastowego remontu. Ponieważ ani wcześniejsi proboszczowie ani władze wioski nie posiadały wystarczających środków finansowych na jego renowację, popadał on w coraz większą ruinę. Dopiero Saunière rozpoczął serię napraw. Przeprowadził je według zaleceń sporządzonych przez architekta Guirauda Calsa jeszcze w 1853 roku. Odnowił m.in. prezbiterium oraz wewnętrzną jak i zewnętrzną stronę kościoła. W lipcu 1887 roku Marie Cavailhé ofiarowała nowy ołtarz o wartości 700 franków. W tym samym roku ksiądz zamówił witraże, których koszt wyniósł 1350 franków i których spłatę rozłożył na trzy raty.
W listopadzie 1896 r. zlecił znanemu rzeźbiarzowi i malarzowi Giscardowi z Tuluzy ozdobienie kościoła nowymi posągami świętych, wykonania stacji Drogi krzyżowej, chrzcielnicy oraz płaskorzeźby do konfesjonału. Jedną z wykonanych przez niego rzeźb był diabeł podtrzymujący aspersorium i triumfujące nad nim anioły czyniące znak krzyża. Umieszczono również inskrypcję „BS and Par Ce Signe Tu Le Vaincras” (Przez ten znak go zdobędziesz). Wszystkie figury Saunière zamówił z katalogu Giscarda i chociaż edycja z 1896 roku się nie zachowała, a w kolejnych wydaniach nie było posągu diabła, to jego głowa przypomina rzeźbę smoka pokonanego przez św. Michała, którą wykonał Giscard. Łączny koszt zamówionych usług wyniósł 2500 franków, które ksiądz począwszy od grudnia 1897 r. spłacał corocznie w 500 frankowych ratach.
Po zakończeniu prac renowacyjnych, kościół został ponownie konsekrowany przez biskupa Billarda podczas uroczystości Zielonych Świątków w 1897 roku. Ponadto biskup ufundował również krzyż dla nowo powstałej przykościelnej Golgoty.

### Kolejne inwestycje

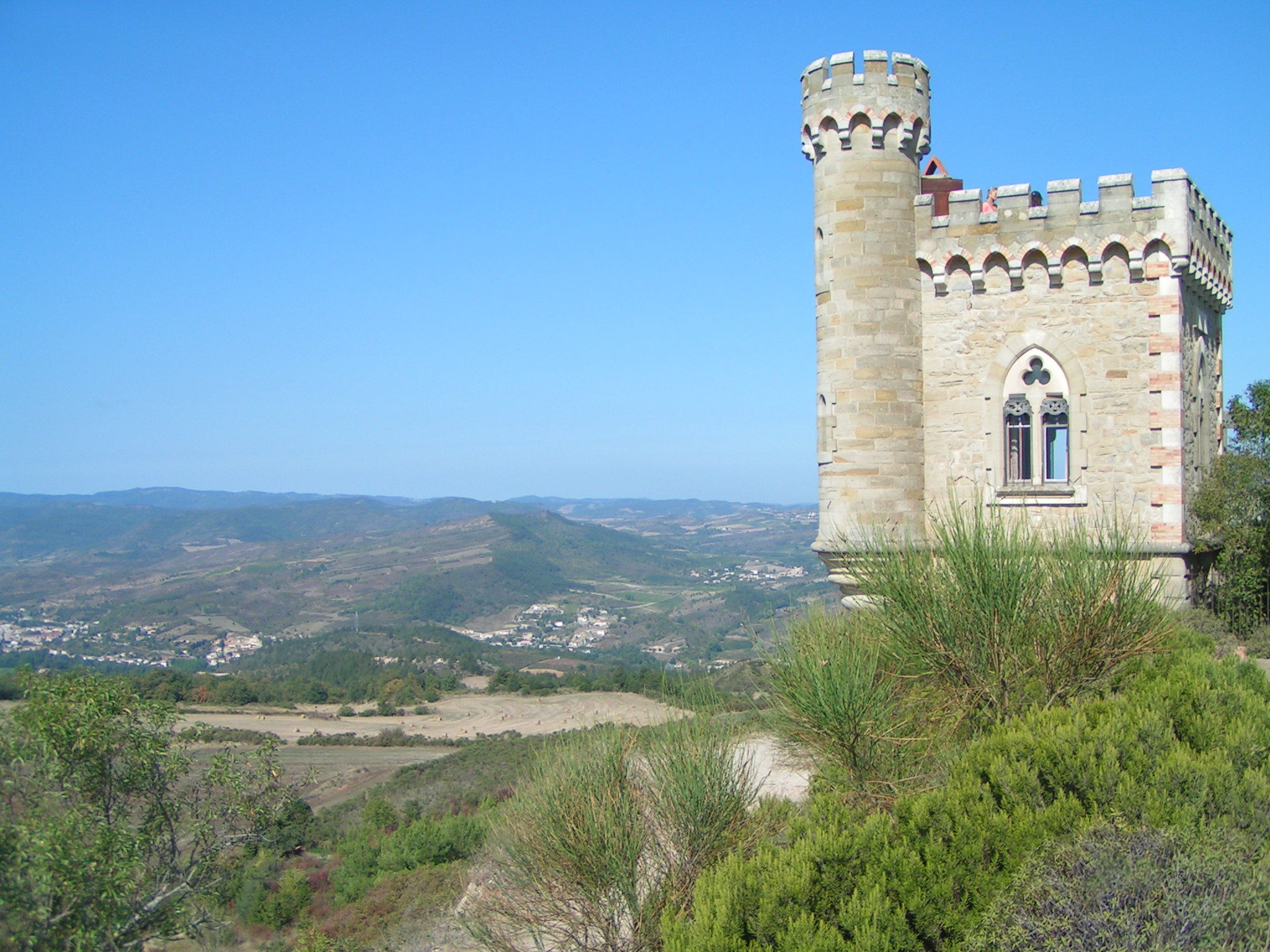
Wieża Magdala, w której Saunière zrobił bibliotekę

W latach 1898–1905 Saunière wybudował okazałą, utrzymaną w renesansowym stylu posiadłość Villa Bethania oraz nabył kilka działek. Wzniósł także wieżę Magdala, która służyła mu za bibliotekę, oranżerię, ozdobny ogród z basenem oraz klatki dla małp.

## Kościelne zarzuty
Działania księdza zaczęły wkrótce zwracać uwagę i wywoływać wrogie reakcje, których skutkiem były skargi do Biskupstwa w Carcassonne. Biskupstwo ostrzegło Saunière’a przed masowym sprzedawaniem mszy i w maju 1901 roku wysłało mu dwa upomnienia. Te same pisma wystosowano do niego jeszcze w czerwcu 1903 i sierpniu 1904 roku. W 1899 r. Saunière nabył bowiem książkę adresową duchownych, dzięki której kontaktował się zarówno z księżmi jak i z wspólnotami religijnymi w całej Francji i zabiegał o zakup mszy.
W 1902 roku nowym biskupem Carcassonne został Paul-Félix Beuvain de Beauséjour. W styczniu 1909 r. postanowił przenieść księdza do niewielkiej parafii w Coustouge, ale Saunière odmówił nominacji, a 28 stycznia 1909 roku zrezygnował również z funkcji proboszcza Rennes-le-Château. 27 maja 1910 roku biskup wszczął kościelne śledztwo mające wyjaśnić m.in. źródło dochodów księdza. W jego wyniku którego powstała lista zarzutów, na której znalazł się na niej handel mszami, nieposłuszeństwo wobec biskupa oraz przesadne i nieuzasadnione wydatki. Z tego też powodu Saunière musiał wziąć udział w kościelnej rozprawie, by odnieść się do stawianych mu zarzutów.

### Rozprawy i kwestie finansowe

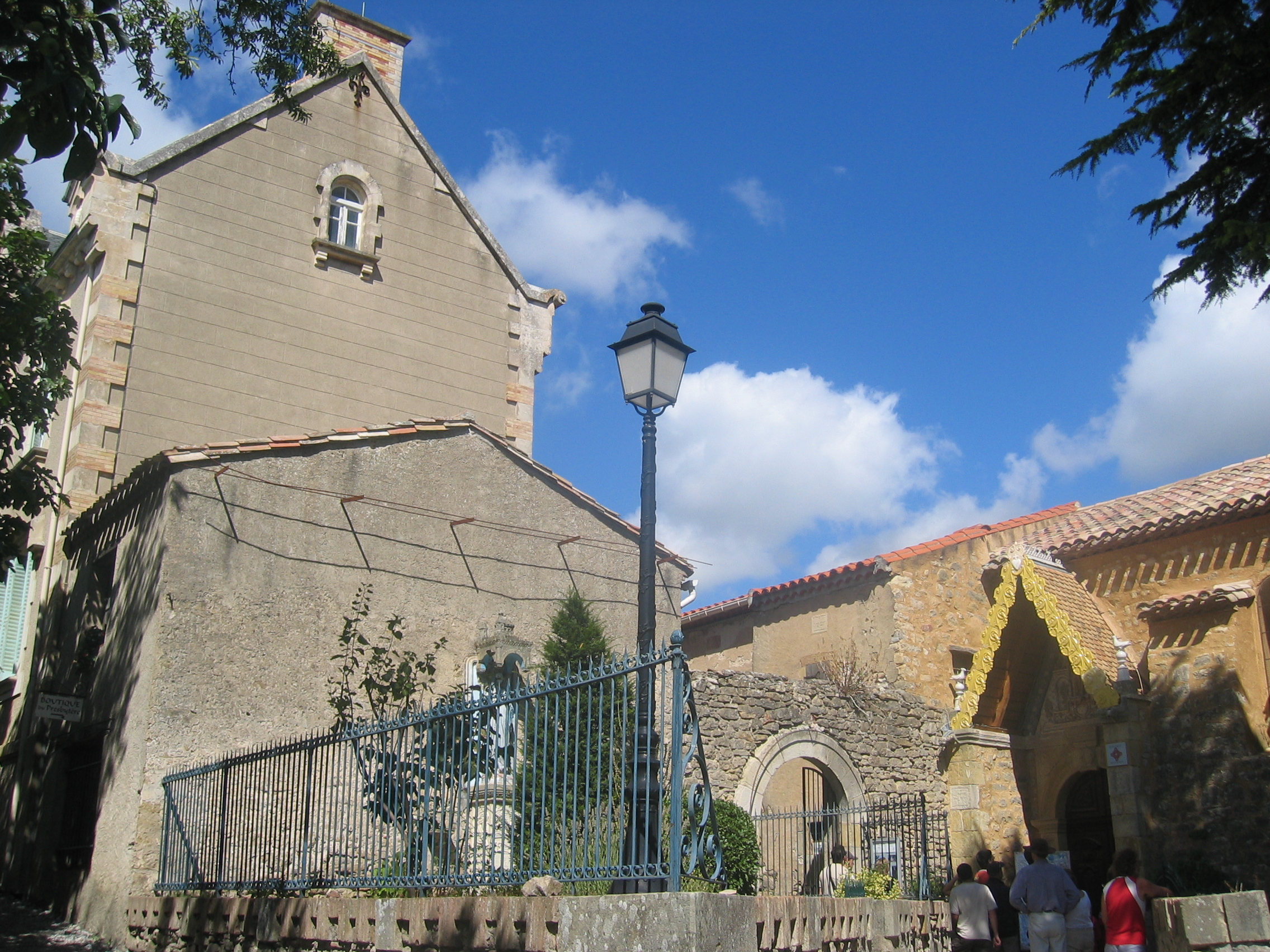
Villa Betania

Pierwsze przesłuchanie wyznaczono na 16 lipca 1910 roku, ale Saunière się na nim nie pojawił, więc przesunięto je na 23 lipca. Ponieważ duchowny nie przybył i na tę rozprawę, werdykt wydano zaocznie i skazano go na miesiąc zawieszenia oraz zwrot pieniędzy, które zarobił na sprzedaży mszy. Drugie przesłuchanie zaplanowano na 23 sierpnia, lecz ksiądz ponownie się na nim nie stawił, więc przesunięto je na 5 listopada. Tym razem był już obecny, więc postanowiono, że albo opuści dom księży albo uda się do dowolnie wybranego przez siebie klasztoru, gdzie przez dziesięć dni będzie poddawał się ćwiczeniom duchowym, jako karę za handel mszami. Saunière postanowił, że pokutę odbędzie w klasztorze w Prouille.
17 grudnia 1910 r. wystosował bezskuteczną prośbę do Watykanu o przywrócenie go na stanowisko proboszcza Rennes-le-Château. W 1911 r. biskup wysłał mu upomnienie o zakazie udzielania sakramentów. Ponieważ formalny zakaz mu nie wystarczał, zażądał od niego księgi rachunkowej i powołał komisję, która miała sprawdzić jego finanse.
13 marca 1911 r. Saunière przekazał 61 faktur związanych z renowacją kościoła i budową jego posiadłości, które opiewały na 36 250 franków. 25 marca złożył w biskupstwie także list wyjaśniający w ogólnych zarysach źródło finansów oraz listę darczyńców, którzy łącznie mieli ofiarować mu ogromną sumę 193 150 franków. W kolejnym liście z 14 lipca 1911 roku przekazuje sprawozdanie z wydatków poniesionych na odnowienie kościoła oraz budowy i zakup posiadłości, które opiewa na kwotę 193 050 franków. Jednakże 4 października 1911 r. komisja badająca finanse księdza stwierdziła, że tylko ok. 36 000 z deklarowanych 193 150 franków można rozliczyć. W swoim sprawozdaniu dodała również, że Saunière odmówił z nią współpracy.
Na 21 listopada 1911 r. zaplanowano trzecią rozprawę, jednak i tym razem Saunière się na niej nie pojawił, więc 5 grudnia zaocznie postanowiono zawiesić go na trzy miesiące. Chociaż była to kara tymczasowa, to była ona uzależniona od kościelnego orzeczenia, które wymagało od niego rekompensaty i zwrotu sprzeniewierzonych pieniędzy, których i tak nie był w stanie zwrócić.

## Ostatnie lata

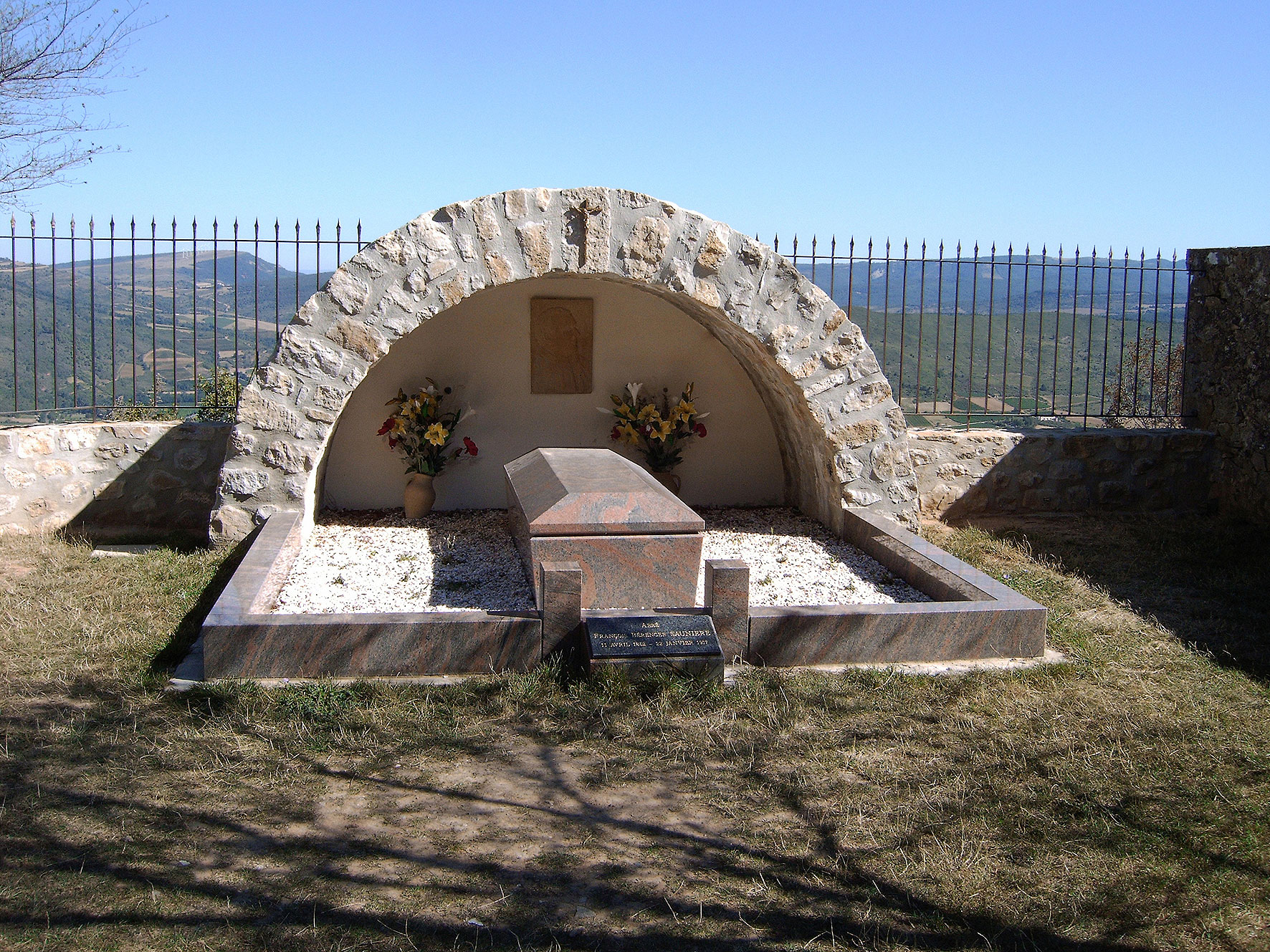
Grób Saunière’a w Rennes-le-Château

Ostatnie lata swojego życia Saunière spędził w ubóstwie sprzedając religijne medaliki i różańce rannym żołnierzom stacjonującym w Campagne-les-Bains.
Z kolei pieniądze które zarabiał na mszach wydawał na prawnika Abbé Jean-Eugène Hugueta, który w jego imieniu nadal odwoływał się do Watykanu. W maju 1914 r. Saunière planował jeszcze budowę letniego domku, ale ponieważ jego koszt wyniósł 2500 franków, postanowił  porzucić projekt.
Zmarł 22 stycznia 1917 roku w Rennes-le-Château. Za pogrzeb, który odbył się 24 stycznia zapłaciła jego gospodyni Marie Dénarnaud, której zapisał swój majątek.
14 września 2004 roku burmistrz Rennes-le-Château nakazał ekshumować ciało księdza i pochować ponownie w betonowym sarkofagu, w celu ochrony przed wandalami, którzy kilka dni wcześniej uszkodzili jego nagrobek.

## Kontrowersje
Saunière, który początkowo był raczej biednym księdzem, a po przybyciu do Rennes-le-Château nagle się wzbogacił, równie szybko zaczął wzbudzać kontrowersję. Na temat jego bogactwa z czasem zaczęły powstawać coraz bardziej fantastyczne teorie, z których najpopularniejsza dotyczyła pergaminów odkrytych w jednym z filarów starego ołtarza. Pergaminy te miały zawierać wskazówki co do  miejsca ukrycia skarbu Templariuszy lub Blanki Kastylijskiej.

### Domniemane źródło bogactwa
Kiedy w połowie lat 50. XX wieku Noël Corbu otworzył restaurację, zaczął rozpowszechniać również historię, jakoby w 1891 roku Saunière w pustym filarze starego ołtarza odkrył pergaminy dotyczące skarbu Blanki Kastylijskiej, którego wartość szacowano na 28,5 mln sztuk złota. Miał to być skarb francuskiej korony zgromadzony na okup dla niewiernych za Ludwika IX Świętego. Jego nadwyżkę Blanka Kastylijska miała ukryć w Rennes-le-Château.
Opowieść Corbu, który sugerował, że Saunière odnalazł jedynie część skarbu, zaczęła przyciągać do jego restauracji klientów i turystów. W końcu historia zaczęła żyć własnym życiem i za sprawą prasy zrobiło się o niej głośno w całej Francji. Sprawą zainteresował się Pierre Plantard, który napisał na ten temat książkę L'Or de Rennes by Gérard de Sède. Połączył w niej fakty z fikcyjnym, tajnym stowarzyszeniem zwanym Zakonem Syjonu, którego celem miało być przywrócenie dynastii Merowingów na francuski tron. Ujawnił także pergaminy księdza, które miały być w posiadaniu Zakonu. Jednakże po publikacji książki w 1967 roku przyjaciel Plantarda, Philippe de Chérisey ujawnił, że sfałszował pergaminy.

### Faktyczne źródło bogactwa
Pierwszą naukową książkę opisującą działalność księdza stworzył historyk i bibliotekarz z Carcassonne René Descadeillas. Po zbadaniu ksiąg rachunkowych, osobistej korespondencji oraz notatek z kościelnych przesłuchań doszedł do wniosku, że źródłem tajemniczego bogactwa duchownego nie był żaden skarb, ale sprzedaż mszy i dary, które przyjmował od wiernych. Jego konkluzję poparł miejscowy ksiądz Abbé Bruno de Monts oraz inni badacze m.in. Jean-Jacques Bedu i David Rossoni.
Prawo Kanoniczne zezwala duchownym na zachowanie dla siebie stypendium z tylko jednej Mszy św. dziennie oraz przyjmowania od wiernych ofiar, m.in. za wypominki. Jednakże Saunière przyjmował stypendia mszalne nie tylko od miejscowych wiernych, lecz od ludzi z całej Francji za pośrednictwem poczty, naliczając jednego franka za mszę. Często jednak było tak, że niektórzy wierni płacili za setki mszy, których później właściwie nie odprawiał, co jest jednym z najpoważniejszych wykroczeń jakie mogą być popełnione przez księdza i surowo karanych przez Prawo Kanoniczne.
Z zachowanych przez Marie Dénarnaud pokwitowań i ksiąg rachunkowych Saunière’a wynika, że renowacja kościoła oraz cmentarza wyniosła 11 605 franków na przestrzeni dziesięciu lat (1887-1897). Z kolei budowa wieży Magdala, zakup Villa Bethania i innych nieruchomości kosztowały go w latach 1898-1905 24 417 franków.